# چشمه گاو
چشمه گاو یک روستا در ایران است که در دهستان نهارجان واقع شده‌است. چشمه گاو ۴۷ نفر جمعیت دارد.